# Смит, Кори Майкл
Ко́ри Майкл Смит (англ. Cory Michael Smith; род. 14 ноября 1986, Колумбус, Огайо, США) — американский актёр. Наиболее известен по роли Эдварда Нигмы в телесериале «Готэм» (2014–19).

## Ранняя жизнь
Выросший в Колумбусе, штат Огайо, в семье Дэвида и Терезы (урождённой Фаган) Смитов, вместе со старшим братом Чадом, Смит окончил старшую школу Hilliard Darby в 2005 году. Он рассматривал различные варианты трудовой деятельности: от пианиста до адвоката. Обучаясь в университете Оттербейн, Смит принимал участие в пьесах «Сцена», «Кавказский меловой круг», «Кто боится Вирджинии Вулф?» и «Тартюф».

## Карьера
С 2009 по начало 2012 года Смит участвовал в постановках различных региональных театров Нью-Йорка.
Дебют Смита на Бродвее состоялся в 2013 году в пьесе «Завтрак у Тиффани». В этом же сезоне участвовал в постановках и на Офф-Бродвее: в «Cock aka The Cockfight Play» авторства Майка Барлетта и пьесе «Кит» Сэмюэля Д. Хантера (мировая премьера последней состоялась в Денверском центре изобразительных искусств, а в Нью-Йорке — на сцене театра Playwrights Horizons).
Первой работой в кинематографе для Смита стал фильм «Лагерь X-Ray», премьера которого состоялась на фестивале «Сандэнс» в январе 2014 года. Также он снялся в короткометражном хоррор-фильме «Собачья еда», впервые показанном в марте 2014 года на фестивале South by Southwest. В том же году он снялся в эпизоде мини-сериала HBO «Что знает Оливия?» и фильме «Кэрол» Тодда Хейнса.
С 2014 по 2019 год Смит снимался в телесериале «Готэм», где играл Эдварда Нигму.

## Личная жизнь
Смит идентифицирует себя как квир.

## Фильмография

### Кино
| Год  | Название на русском | Оригинальное название | Роль            | Примечания             |
| ---- | ------------------- | --------------------- | --------------- | ---------------------- |
| 2014 | Лагерь «X-Ray»      | Camp X-Rayz           | рядовой Берген  |                        |
| 2014 | Собачья еда         | Dog Food              | Деклан          | Короткометражный фильм |
| 2015 | Кэрол               | Carol                 | Томми Такер     |                        |
| 2017 | Мир, полный чудес   | Wonderstruck          | Уолтер          |                        |
| 2018 | 1985                | 1985                  | Эдриан Лестер   |                        |
| 2018 | Человек на Луне     | First Man             | Роджер Б. Чаффи |                        |
| 2022 | Звоните Джейн       | Call Jane             | Дин             |                        |
| 2023 | Май декабрь         | May December          | Джорджи Атертон |                        |

### Телевидение
| Год       | Название на русском | Оригинальное название | Роль                      | Примечания                    |
| --------- | ------------------- | --------------------- | ------------------------- | ----------------------------- |
| 2014      | Что знает Оливия?   | Olive Kitteridge      | доктор Кевин Колсон       | Эпизод: «Incoming Tide»       |
| 2014–2019 | Готэм               | Gotham                | Эдвард Нигма / Загадочник | Постоянная роль, 100 эпизодов |
| 2020      | Утопия              | Utopia                | Томас Кристи              | Главная роль                  |
| 2023      | За океан            | Transatlantic         | Вариан Фрай               | Главная роль                  |
| 2024      | Закон и порядок     | Law & Order           | Джордж Шейверс            | Маленькая роль; 1 эпизод      |

## Театр
| Год  | Название на русском        | Оригинальное название               | Роль              | Площадка                     |
| ---- | -------------------------- | ----------------------------------- | ----------------- | ---------------------------- |
| 2013 | Яркая звезда               | Bright Star                         | Билли Кейн        | Театр «Powerhouse»           |
| 2013 |                            | Cock (The Cockfight Play)           | Джон              | Duke                         |
| 2013 | Кит                        | The Whale                           | Элдер Томас       | Театр «Playwrights Horizons» |
| 2013 | The Shaggs: Философия мира | The Shaggs: Philosophy of the World | Кайл              | Театр «Playwrights Horizons» |
| 2013 | Завтрак у Тиффани          | Breakfast at Tiffany’s              | Фред (рассказчик) | Театр «Cort»                 |
| 2017 | Убийцы                     | Assassins                           | Ли Харви Освальд  | Театр «New York City Center» |

## Награды и номинации
| Год  | Ассоциация                               | Категория                                                   | Работа            | Результат |
| ---- | ---------------------------------------- | ----------------------------------------------------------- | ----------------- | --------- |
| 2015 | Выбор телевизионных критиков             | Лучшая мужская роль второго плана в мини-сериале или фильме | Что знает Оливия? | Номинация |
| 2017 | Teen Choice Awards                       | Choice TV: Злодей                                           | Готэм             | Номинация |
| 2018 | Международный кинофестиваль «Queen Palm» | Лучший актёр в художественном фильме                        | 1985              | Победа    |